# Hana Lamková
Hana Lamková (11. dubna 1934 v Praze) je česká loutkářka, spisovatelka, scenáristka a režisérka.

## Život
Narodila se v Praze. Otec Václav Ryšánek byl úředník, matka Ludmila Ryšánková, rozená Homolová, byla ženou v domácnosti. Hana Lamková absolvovala v roce 1952 gymnázium a poté pokračovala na DAMU, kde v roce 1956 absolvovala v oboru loutkoherectví, režie a dramaturgie na katedře loutkářství. V témže roce se provdala za Josefa Lamku, absolventa UMPRUM, který působil jako výtvarník, režisér a autor animovaných filmů v Československé, později České i Slovenské televizi. V roce 1957 se jim narodila dcera Hana Lamková, provdaná Gormanová, žije od roku 1984 v USA, kde působí jako výtvarnice a loutkářka.

## Dílo
Po absolvování DAMU nastoupila v Loutkovém divadle v Českých Budějovicích, kde působila jednu sezonu. Spolu s manželem Josefem Lamkou spolupracovala s Divadelní redakcí nakladatelství Orbis pro edice Hry pro loutky a Divadélko. Koncem 50. let tu vyšly jejich hry O veselém hrobaři, Král Abeceda a Chodská neděle (poslední z nich Lamková sestavila ještě v průběhu studia na DAMU).
V roce 1959 založila spolu s Josefem Lamkou a Jiřím Srncem divadelní skupinu Černého divadla, která byla angažována v právě vznikajícím divadle Semafor (představení Noc-turné podzim 1959). V letech 1960 -1961 se stala skupina třetím souborem Divadla Na zábradlí a uvedla zde vlastní představení To jsou věci spolu s činoherním souborem Ivana Vyskočila představení Trochu. V roce 1961 přešel soubor do Divadla Alhambra, kde účinkoval v revue Jána Roháče a Miloše Formana jménem Bukola. V roce 1962 vstoupil soubor pod vedením Hany Lamkové do svazku nově založeného Státního divadelního studia, které zastřešovalo divadla malých forem. O počátcích černého divadla napsala Hana Lamková studii, která pod názvem Černá hodinka vycházela na pokračování v časopise Loutkář (ročníky 2008-9).
V roce 1962 účinkoval soubor ve filmu Vojtěcha Jasného Až přijde kocour, kde po boku Jana Wericha vytvořil pro tento film sekvenci kouzelnického představení.
Od svého založení v roce 1959 soubor absolvoval celou řadu zahraničních zájezdů. V některých letech v období 1968 až 1985 působil převážně v cizině v rámci varietních a kabaretních pořadů: USA, Anglie – (Palace theatre, Paladium), Francie (Olympia, Lido) a další.
V roce 1962 získal soubor cenu divadelní kritiky na loutkářském festivalu ve Varšavě a v roce 1981 cenu Entertainer of the year v Atlantic City USA.
V rámci Státního divadelního studia hrál soubor představení To jsou věci, To nemá cenu a Beze slov. Od roku 1965 odešel soubor ze svazku Státního divadelního studia a od té doby až do roku 1985 pracoval jako samostatná divadelní skupina zprostředkovávaná agenturami Pražské kulturní středisko (doma) a Pragokoncert (zahraničí). Celovečerní pořad Písničky potmě s orchestrem Karla Balaše a Rudolfem Cortésem a dalšími.
Hana Lamková pracovala jako spoluautorka na všech výše uvedených představeních černého divadla. S Josefem Lamkou napsala také dvě hry pro loutky: O veselém hrobaři a Král Abeceda (vyšlo knižně v nakladatelství Orbis v edicích Hry pro loutky a Divadélko koncem padesátých let). V edici Hry pro loutky vyšlo v roce 1956 také její pásmo lidových písní Chodská neděle které sestavila a inscenovala ještě v době svého studia na DAMU.
Současně s prací v oboru černého divadla působila jako scenáristka, nebo se autorsky i výtvarně podílela na řadě seriálů animovaných filmů pro ČS a ST televizi jako Káťa a Škubánek, Tút, Telkáčik, Matylda, Království květin, Putování za švestkovou vůní, Inspektor Fousek na stopě a další. Na seriálech hraných loutkami pro francouzskou televizi Anténa 2 působila jako výtvarnice, loutkoherečka i spoluautorka seriálů Čtyři přátelé, Pouffi a Fouki, Cousi - Cousa.
Od roku 1990 spolupracuje s redakcí dětského časopisu Čtyřlístek,  kde se autorsky podílela na vytvoření přibližně 240 literárních předloh komiksových příběhů Čtyřlístku. Jednu z nich (Kámen mudrců) zpracovala s Josefem Lamkou později do formy scénáře celovečerního filmu Čtyřlístek ve službách krále. Třináct těchto příběhů převedla do formy literárních scénářů Večerníčků pro Českou televizi (2024).

### Knihy pro děti
- Káťa a Škubánek (Albatros 2005)
- Káťa a Škubánek zase spolu (Albatros 2007)
- Káťa a Škubánek se neztratí (Albatros 2008)
- Matylda (Albatros 2011)
- Autíčko Tút (Albatros  2012 )
- Inspektor Fousek na stopě (2016 – edice ČT)

### Knihy pro dospělé
- Hledání domova (nakladatelství Plus 2018 - životní příběh Jiřího a Ady Krupičkových)
- O Vinohradech kdysi královských (nakladatelství Vyšehrad 2023)